# Aeschynanthus garrettii
Aeschynanthus garrettii är en tvåhjärtbladig växtart som beskrevs av William Grant Craib. Aeschynanthus garrettii ingår i släktet Aeschynanthus och familjen Gesneriaceae. Inga underarter finns listade i Catalogue of Life.